# Ожерельево
 Ожерельево — деревня в Лежневского районе Ивановской области. Входит в состав Шилыковского сельского поселения.

## География
Находится в юго-западной части Ивановской области на расстоянии приблизительно 15 км на север-северо-запад по прямой от районного центра поселка Лежнево.

## История
В 1859 году здесь (тогда деревня Шуйского уезда Владимирской губернии) было учтено 25 дворов, в 1902 — 32.

## Население
Постоянное население составляло 151 человек (1859 год), 205 (1902), 1 в 2002 году (русские 100 %), 5 в 2010.